# Jean Dubuffet

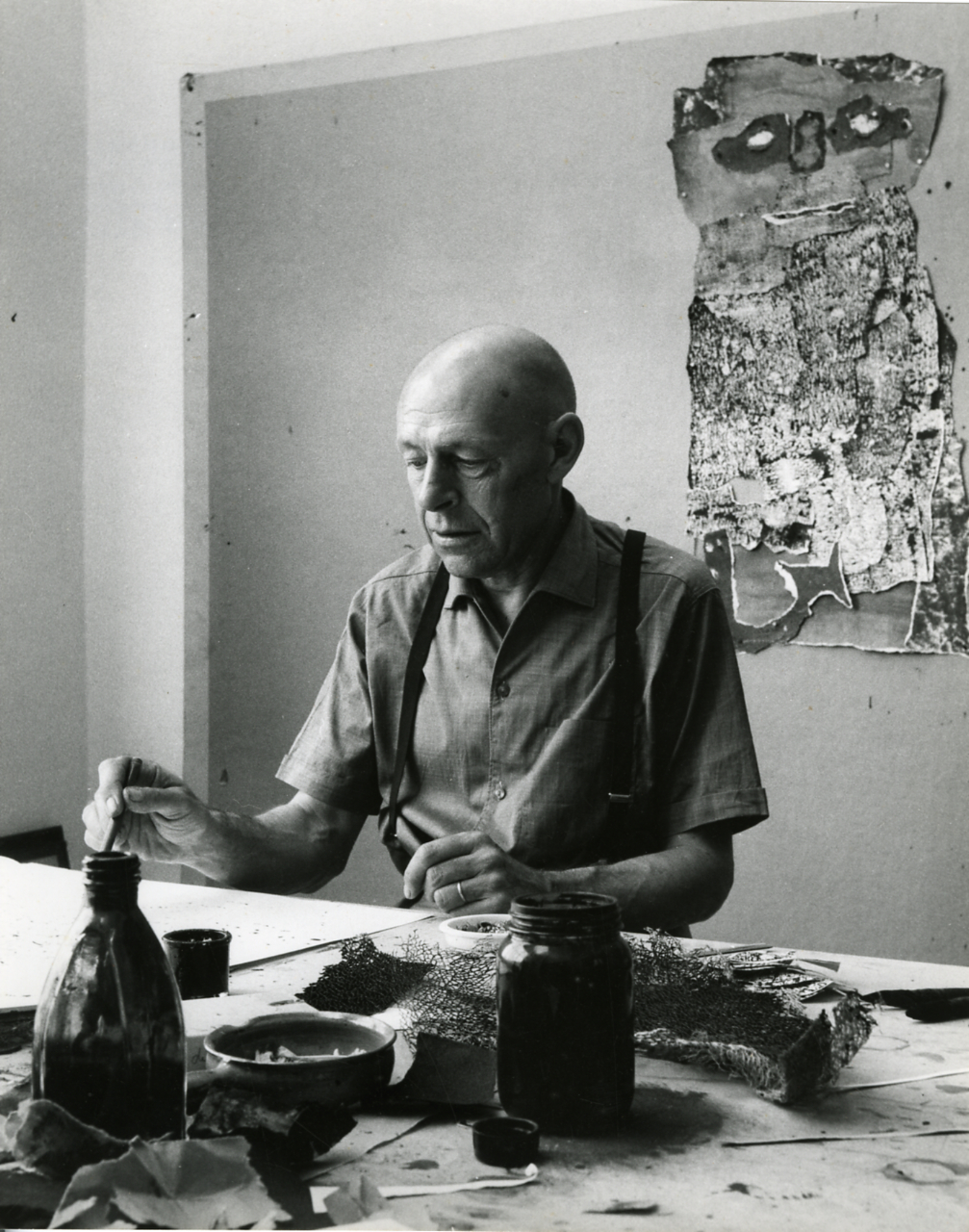
Jean Dubuffet in seinem Atelier in Vence an der Côte d’Azur 1960

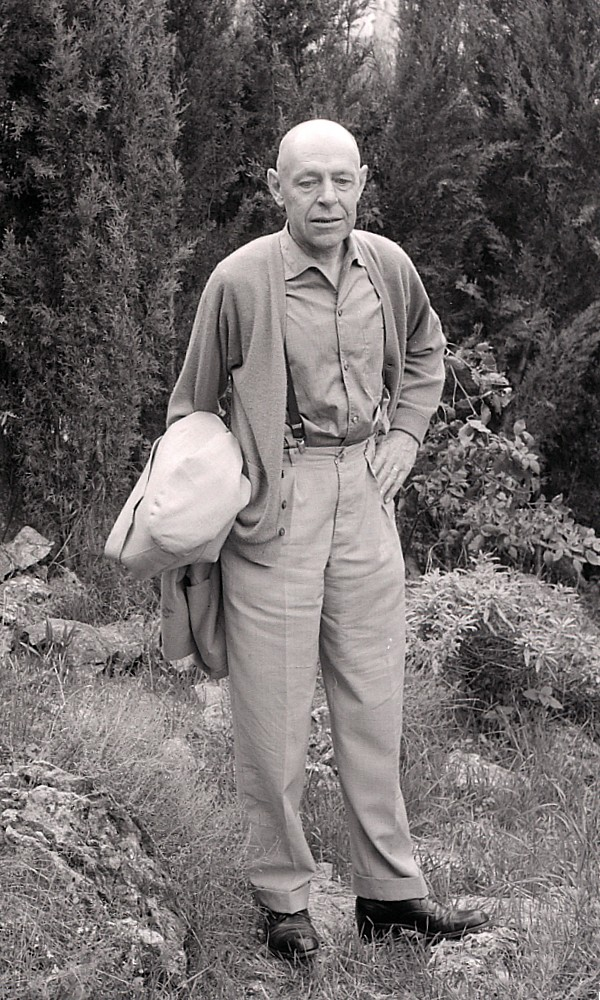
Jean Dubuffet, 1960

Jean Philippe Arthur Dubuffet (* 31. Juli 1901 in Le Havre; † 12. Mai 1985 in Paris) war ein französischer Maler, Bildhauer, Collage- und Aktionskünstler und zählt zu den prominenten Vertretern der französischen Nachkriegskunst. Er hat den Begriff Art brut geprägt.

## Leben
Jean Dubuffet wurde als Sohn einer großbürgerlichen Familie von Weingroßhändlern in Le Havre geboren. Als Schüler belegte er 1916 Abendkurse im Zeichnen an der École des Beaux-Arts in Le Havre; nach dem Abitur 1918 begab er sich nach Paris, um Literatur, Sprache und Musik an der Académie Julian zu studieren. Hier lernte er 1919 Max Jacob kennen. In den zwanziger Jahren malte er im Umkreis der Pariser Surrealisten gegenständliche Kompositionen, gab die Kunst aber bald auf. Nach langer Schaffenspause, in der er als Weinhändler arbeitete, setzte er 1942 erneut mit naiven Gemälden ein; seine erste Einzelausstellung fand 1944 in der Pariser Galerie René Drouin statt. In der frühen Nachkriegszeit erregte er mit seinen „primitiven“ Materialbildern einen Skandal, erlangte aber bald internationale Bekanntheit, insbesondere in den USA. Dort stellte er 1947 in der Galerie Pierre Matisse in New York aus.

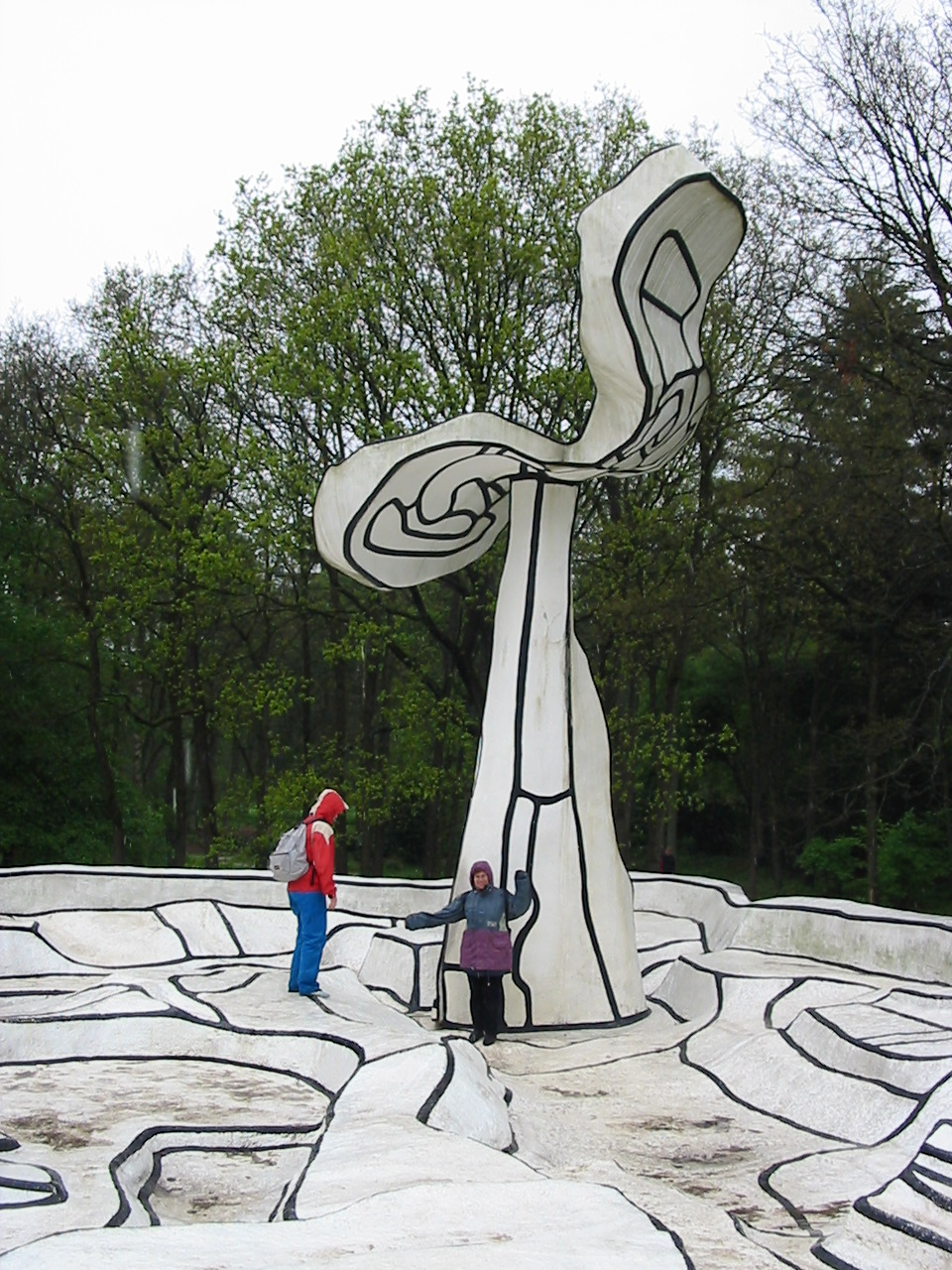
Jardin d'Email, Kröller-Müller Museum, Otterlo

Dubuffet entwickelte das Konzept einer anti-intellektuellen Kunst, die er mit Art brut bezeichnete. Diese verteidigte er auch kunsttheoretisch in Texten und Vorträgen. 1949 veröffentlichte er sein Manifest L'Art brut préféré aux arts culturels. Er förderte und sammelte die Schöpfungen von Geisteskranken, gesellschaftlichen Außenseitern und Sonderlingen. Dubuffets Art-Brut-Sammlung wird heute in der Collection de l’Art Brut in Lausanne verwahrt.
Er unterhielt mit zahlreichen Autoren regelmäßig Korrespondenzen: unter anderem mit Claude Simon, Jean Paulhan, Witold Gombrowicz und Valère Novarina. Er gehörte seit 1954 dem Collège de 'Pataphysique an.

## Werk
Seine frühen Gemälde sind vom Bildvokabular von Kindern, Naiven und Geisteskranken inspiriert, die für ihn die Künstler der Art brut sind.
Angeregt durch die Graffiti-Fotografien von Brassaï setzte sich Dubuffet mit dem Thema Mauer und den darin eingeritzten Graffiti auseinander. Ihm war hierbei der „körperlich-materiale Herstellungsvorgang“ der Wand und der Graffiti wichtig. Deshalb versuchte er den Entstehungsprozess der Mauer auf der Leinwand nachzuempfinden, indem er viele Farbschichten dick auftrug. Graffiti vollzog er als Einritzungen in die Ölfarbe auf der Leinwand.
Er experimentierte ebenso mit Druckgrafik: Holzschnitt (Ler dla campane, 1948) und Lithografie (Les murs, 1945). Die Lithografien erarbeitete er zuerst in der Werkstatt Fernand Mourlot in Paris (Matière et mémoire, 1945), bevor er sich 1958 sein eigenes Atelier einrichtete. Herausragend ist sein umfangreicher Zyklus Les Phénomènes (1958/1959).
Nach 1962 entwickelte Dubuffet die Serie Hourloupe, zellenartige Strukturen, die sich auf die Farben Rot, Weiß, Schwarz und Blau beschränken. Ende der 1960er Jahre übertrug er die grafischen Elemente der Hourloupe-Serie in die Skulptur. Es entstanden bemalte felsartige Gebilde aus Polyester, großformatige Freiplastiken und teilweise begehbare Labyrinthe wie Jardin d’Email (1972/1973) im Kröller-Müller Museum im niederländischen Otterlo.
Mit Coucou Bazar schuf Dubuffet 1972 ein Gesamtkunstwerk aus Malerei, Skulptur, Theater, Tanz und Musik. Dabei agieren mehrere kostümierte Figuren miteinander ebenso wie mit den Bühnenelementen. Dieses Spektakel wurde nur dreimal produziert: 1973 in New York und Paris sowie 1978 in Turin. Die letzte Inszenierung wurde in einem Film festgehalten. Coucou Bazar kann heute aus konservatorischen Gründen jedoch nicht mehr als Ganzes aufgeführt werden. Bloß zwei Kostümfiguren dürfen noch bewegt werden. Sie waren 2016 in der Ausstellung der Fondation Beyeler zu sehen.
Er war 1959 Teilnehmer der documenta 2, 1964 der documenta 3 und 1968 der documenta 4 in Kassel.
Im letzten Lebensjahr schrieb er eine Autobiographie. Große Werkkomplexe stiftete Dubuffet zu Lebzeiten dem Musée des Arts décoratifs in Paris und dem Stedelijk Museum in Amsterdam. Sein Nachlass wird von der Fondation Dubuffet in Paris verwaltet, wo man sein ehemaliges Atelier in 137, rue de Sèvres besuchen kann. Im zweiten Sitz der Stiftung in Périgny-sur-Yerres ist u. a. Dubuffets begehbare Großskulptur Closerie Falbala (1.610 m²) zu besichtigen.

## Ausstellungen
- 1944/1945: Galerie René Drouin, Paris
- 1947: Pierre Matisse Galerie, New York
- 1954: Retrospektive, Cercle Volney, Paris
- 1957: Retrospektive, Schloss Morsbroich, Leverkusen
- 1962: Robert Fraser Galerie, London
- 1964: L’Hourloupe, Palazzo Grassi, Venedig
- 1973: Retrospektive, Guggenheim Museum, New York
- 1980: Retrospektiven, Akademie der Künste, Berlin
- 1980: Museum Moderner Kunst, Wien
- 1980: Josef-Haubrich Kunsthalle, Köln
- 1981: Ausstellung zum 80. Geburtstag, Solomon R. Guggenheim Museum, New York
- 1985: Retrospektive, Fondation Beyeler, Basel
- 1998: Galerie Karsten Greve, Köln
- 2009: Kunsthalle der Hypo-Kulturstiftung, München[6]
- 2009: Galerie Beyeler, Basel
- 2016: Jean Dubuffet – Metamorphosen der Landschaft, Fondation Beyeler, Riehen[7]
- 2017: Jean Dubuffets Art Brut! Die Anfänge seiner Sammlung. Eine Ausstellung der Collection de l’Art Brut, Lausanne, Museum Gugging, Maria Gugging[8]
- 2025: Le défi au quotidien. Centre d’art moderne du Doyenné, Brioude, Auvergne[9]

## Schriften
- Prospectus et tous écrits suivants, Tome I, II, Paris 1967; Tome III, IV, Paris 1995 (jeweils Gallimard).
- Andreas Franzke (Hrsg.): Schriften I–IV. 4 Bände. Gachnang & Springer, Bern 1991–1994, ISBN 978-3-906127-24-8 (Band 1); Wider eine vergiftende Kultur ISBN 978-3-906127-35-4 (Band 2); ISBN 978-3-906127-41-5 (Band 3); ISBN 978-3-906127-45-3 (Band 4).
- Andreas Franzke (Hrsg.): Biographie im Laufschritt. Walther König, Köln 2002, ISBN 3-88375-528-1.

### Werkverzeichnisse
- Catalogue des travaux de Jean Dubuffet. Fascicule I–XXXVIII. Paris 1965–1991.
- L’Œuvre gravé et les livres illustrés par Jean Dubuffet. Catalogue raisonné. Sophie Webel, Paris 1991.

### Jüngere deutsche Literatur und Kataloge
- Gerd Presler: Jean Dubuffets Ausweitung des Kunstbegriffs – Achtung vor dem menschlichen Leid. In: L'ART BRUT. Kunst zwischen Genialität und Wahnsinn, DuMont TB 111, Köln 1981, ISBN 3-7701-1307-1.
- Andreas Franzke: Jean Dubuffet – Petites statues de la vie précaire = Kleine Statuen des unsicheren Lebens. Werkverzeichnis der Skulpturen 1954 und 1959/60. Gachnang & Springer, Bern 1988, ISBN 978-3-906127-16-3.
- Ders.: Jean Dubuffet. DuMont, Köln 1990, ISBN 3-7701-2523-1.
- Mechthild Haas: Jean Dubuffet. Materialien für eine „andere Kunst“ nach 1945. Reimer, Berlin 1997, ISBN 3-496-01176-9.
- Leonhard Emmerling: Die Kunsttheorie Jean Dubuffets. Wunderhorn, Heidelberg 1999, ISBN 3-88423-160-X.
- Ernst-Gerhard Güse, Andreas Franzke (Hrsg.): Jean Dubuffet. Figuren und Köpfe. Auf der Suche nach einer Gegenkultur. Ausstellungskatalog, Saarlandmuseum. Hatje-Cantz, Ostfildern-Ruit 1999, ISBN 3-7757-0841-3.
- Agnes Husslein-Arco (Hrsg.): Jean Dubuffet. Spur eines Abenteuers. Ausstellungskatalog, Museum der Moderne Salzburg, Abt. Rupertinum. Prestel, München 2003, ISBN 3-7913-2998-7 / ISBN 3-7913-6010-8.
- Michael Krajewski: Jean Dubuffet. Studien zu seinem Frühwerk und zur Vorgeschichte des Art brut. Der andere Verlag, Osnabrück 2004, ISBN 3-89959-168-2.
- Martin Ortmeier: Das dörfliche Fest – Ein Epochenwerk von Jean Dubuffet. In: Passauer Kunst Blätter, Nr. 36 (2005), S. 22–25.
- Jean Hubert Martin (Hrsg.): Im Rausch der Kunst. Dubuffet & Art brut. Ausstellungskatalog, Museum Kunstpalast. 5-Continents, Mailand 2005, ISBN 88-7439-227-3.
- Claudia Blank: Jean Dubuffet. Déterminations incertaines, 1965. In: Kunstmuseum Basel, Christoph Merian Stiftung (Hrsg.): Sieben Bilder für Basel – Dubuffet, Giacometti, Klee, Léger, Picasso. Schenkung der Christoph Merian Stiftung aus dem Nachlass von Frank und Alma Probst-Lauber. Christoph Merian Verlag, Basel 2020, ISBN 978-3-85616-930-5, S. 12–17.